# Columnea guatemalensis
Columnea guatemalensis är en tvåhjärtbladig växtart som beskrevs av Thomas Archibald Sprague. Columnea guatemalensis ingår i släktet Columnea och familjen Gesneriaceae. Inga underarter finns listade i Catalogue of Life.